# Жан, Корентен
Коренте́н Жан (фр. Corentin Jean; род. 15 июля 1995, Блуа) — французский футболист, центральный нападающий.

## Клубная карьера
Жан — воспитанник клуба «Труа». Его дебют в первой команде состоялся 29 ноября 2012 года в четвертьфинальном матче Кубка французской лиги против «Ренна». Жан вышел на поле с первых минут, играл на позиции нападающего и отметился забитым голом. Через несколько дней, 2 декабря, он дебютировал в чемпионате Франции, сыграв против всё того же «Ренна». В этом матче Жан вышел на замену, за 11 минут своего пребывания на поле получил две жёлтые карточки и был удалён из игры. 9 марта 2013 года Жан открыл счёт своим голам в чемпионате Франции — в матче с «Реймсом» он отметился дублем. Всего в своём первом сезоне он сыграл 15 матчей и забил 3 гола в чемпионате Франции.
Вылетев из первой лиги, «Труа» в сезоне 2013/2014 выступал во второй лиге. В этом сезоне Жан сыграл 21 матч и забил 4 гола в чемпионате, а также сыграл 5 матчей в Кубке французской лиги, где его команда дошла до полуфинала. Сезон 2014/2015 для «Труа» и Жана стал успешным. Клуб уверенно выиграл вторую лигу, а Жан в 28 матчах отметился 10 забитыми голами. В июле 2015 года Жан подписал пятилетний контракт с клубом «Монако», по данным сайта Transfermarkt, за его переход было заплачено 4 млн евро. По условиям сделки футболист ещё на один сезон остался в «Труа» на правах аренды. В сезоне 2015/2016 в составе «Труа» Жан сыграл в чемпионате Франции 34 матча, в которых забил 5 голов. Команда по итогам сезона заняла последнее место в турнирной таблице и вновь вылетела из первой лиги.
Летом 2016 года Жан присоединился к «Монако». 20 августа 2016 года он дебютировал за новый клуб, отыграв полностью матч чемпионата Франции против «Нанта». 7 декабря 2016 года Жан впервые принял участие в еврокубковом матче, выйдя в стартовом составе на последнюю игру группового этапа Лиги чемпионов против «Байера».
23 января 2017 года Жан был отдан в аренду клубу «Тулуза» до конца сезона без опции покупки. 3 июля 2017 года Жан подписал четырёхлетний контракт с «Тулузой».
В январе 2020 года Жан был отдан в аренду клубу «Ланс» на шесть месяцев. 8 июня 2020 года Жан подписал трёхлетний контракт с «Лансом».
29 июня 2022 года Жан перешёл в клуб MLS «Интер Майами», подписав контракт до конца сезона 2024 с опциями продления на сезоны 2025 и 2026. Стоимость трансфера составила 1,2 евро. В американской лиге он дебютировал 30 июля 2022 года в матче против «Цинциннати», отметившись голевой передачей. 4 марта 2023 года в матче против «Филадельфии Юнион» он забил свой первый гол в MLS. 10 июня 2023 года в матче против «Нью-Инглэнд Революшн» Жан получил травму передней крестообразной связки левого колена, из-за чего пропустил оставшуюся часть сезона 2023. 20 февраля 2024 года «Интер Майами» выкупил контракт Жана, чтобы освободить слот иностранного игрока и расширить место под потолком зарплат.

## Международная карьера
Жан выступал за сборные Франции до 16, 17, 18, 19, 20 лет и до 21 года.